# Aloïs
Aloïs est un prénom masculin avec une utilisation possible comme prénom féminin en France. Aloïs apparaît principalement dans les cultures tchèque et allemande.

## Étymologies
Le prénom Aloïs a plusieurs étymologies possibles :
- La plus vraisemblable : vient du prénom germanique Alwis[2] (qu'on pourrait traduire par "le très sage").
- Autre hypothèse : latinisation (Aloysius) du prénom d'origine provençale « Louïs », ou « Louis » beaucoup plus répandu en France. On le rencontre sous cette forme « Aloysius / Aloysia » en lieu et place de « Luigi/Luisa » dans certains actes de baptême du comté de Nice écrits avant 1838 en latin. Mais le prénom latin « Loisius », latinisation de Louis, existe également, et cette hypothèse ne semble donc pas très vraisemblable. Le prénom Loisius était notamment d'usage à Naples au XVe siècle[3].
- Dernière étymologie germanique possible : dériverait de hlod (gloire) et wig (combat), ce qui rapproche le prénom Aloïs d'autres prénoms plus éloignés tels que Ludwig, Ludovic, Luigi, etc. En Allemagne, Ludwig et Alois sont pourtant deux prénoms bien distincts, et cette hypothèse semble donc peu probable[3].

### Histoire
Très courant dans toute la Germanie catholique (Autriche, Bavière) et en Bohème, ce prénom s’écrit « Alois » en allemand et en tchèque ; en France, il est très rare et s’écrit « Aloïs », «Aloïse » ou encore « Aloys », « Aloyse ». D’origine germanique, il a très tôt été latinisé sous la forme « Aloysius ».

## Fêtes
- En Allemagne et dans de très nombreux autres pays, la Saint-Alois/Aloïs/Aloysius est fêtée le 21 juin.

- En France, la Saint-Aloïs est, selon les sources, à la date du 21 juin ou le 25 août. Le saint patron est en tous cas saint Louis de Gonzague (un guerrier italien du XVIe siècle, devenu jésuite, canonisé en 1726), qui était originellement appelé Alois, ou Aloysius (d'où la forme « saint Aloysius de Gonzague », que l'on retrouve parfois). Saint Aloysius est le saint patron de la jeunesse catholique.

- En Bavière, saint Alois est représenté par un petit ange turbulent et coquin, habillé d'une cape, et fait l'objet de légendes et de fêtes très populaires.

- Aux États-Unis et au Canada, Saint-Aloysius est le nom parfois donné à certaines paroisses ou collèges catholiques.

## Variantes
Selon les pays, le prénom a ainsi pris différentes formes :
Prénoms masculins 
- Latin : Alosius
- Allemagne : Alois
- Brésil : Aloisio
- Biélorussie : Aloiza
- Croatie : Alojzije, Alojzijo
- France
  - Aloïs
  - Aloïse
  - Aloïsse
  - Aloys
  - Aloÿs
  - Aloyse
- Irlande : Alabhaois
- Italie : Alvise, Aloisi, Aloisi, Aluigi
- Pays-Bas : Aloys
- Poitou : Alayis
- Pologne : Alojzy
- Portugal : Aluisio
- Slovénie : Alojz
- Tanzanie (Swahili): Aloyce
- Tchéquie : Alois

Prénoms féminins
- Allemagne : Aloisa
- Espagne : Aloisia
- France : Aloïsse, Aloysia, Aloysa, Aloïse, Aloyse, Aloïce

## Aloïs (ou Alois, Aloïse, Aloys, Aloïsse...)comme prénom
Aloïs : 
- Pour l'ensemble des articles sur les personnes portant ce prénom, consulter :
  - la liste des articles dont le titre commence par ce prénom
  - les listes produites par Wikidata : Liste des personnes de prénom « Alois » — même liste en incluant les éventuels prénoms composés qui contiennent « Alois ».

Alois : 
- Pour l'ensemble des articles sur les personnes portant ce prénom, consulter :
  - la liste des articles dont le titre commence par ce prénom
  - les listes produites par Wikidata : Liste des personnes de prénom « Alois » — même liste en incluant les éventuels prénoms composés qui contiennent « Alois ».

Aloys : 
- Pour l'ensemble des articles sur les personnes portant ce prénom, consulter :
  - la liste des articles dont le titre commence par ce prénom
  - les listes produites par Wikidata : Liste des personnes de prénom « Alois » — même liste en incluant les éventuels prénoms composés qui contiennent « Alois ».

### Saints catholiques
- 10 février : Bienheureux Aloys Stepinac, cardinal archevêque martyr croate (+ 1960) ;
- 11 mai : Bienheureux Aloysius Rabatà (+1490), carme italien ;
- 21 juin : Mémoire obligatoire saint Louis de Gonzague jésuite italien ;
- 25 août : Louis IX de France dit Saint Louis, roi de France mort à Tunis († 1270).

### Artistes
- Alois Carigiet, artiste peintre et dessinateur
- Alois Hába, compositeur tchèque

### Classe politique
- Aloïs Bossy, homme politique suisse
- Aloïs de Meuron, homme politique suisse
- Alois Eliáš, homme politique tchèque
- Alois Grendelmeier, homme politique suisse
- Aloïs Sledsens, homme politique belge
- Aloïs Verbeke, homme politique belge
- Alois von Reding, militaire et homme politique suisse

### Religieux
- Alois Hudal, archevêque autrichien
- Alois Grillmeier, cardinal allemand
- Alois Grimm, jésuite allemand et résistant
- Alois Kayser, religieux allemand
- Alois Kothgasser, évêque autrichien
- Alois Löser, ou Frère Alois, religieux allemand, prieur de Taizé

### Souverains
- La maison de Liechtenstein
  - Aloïs Ier de Liechtenstein (1781-1805)
  - Aloïs II de Liechtenstein (1836-1858)
  - Aloïs de Liechtenstein (né en 1968), prince héréditaire de Liechtenstein depuis 1989.

### Sportifs
- Alois Beranek, footballeur autrichien
- Aloïs Catteau, cycliste belge
- Alois Hudec, gymnaste tchécoslovaque
- Alois Kaňkovský, cycliste tchèque
- Alois Lipburger, sauteur à ski autrichien
- Aloïs Podhajsky, directeur d'école d'équitation autrichien
- Aloïs Pottier, grimpeur français.
- Alois Reinhardt, footballeur allemand
- Alois Schloder, joueur de hockey sur glace allemand
- Alois Stadlober, fondeur autrichien
- Alois Vogl, skieur alpin allemand

### Autres personnalités portant le prénom
- Alois Alzheimer, psychiatre allemand
- Aloïs Brandl, philologue
- Alois Brunner, criminel de guerre nazi
- Alois Hitler, père du dictateur nazi Adolf Hitler
- Alois Hitler, fils du précédent et demi-frère d'Adolf Hitler
- Alois Irlmaier, clairvoyant allemand
- Alois Musil, explorateur, orientaliste et écrivain tchèque
- Alois Riegl, historien autrichien
- Alois Rohrmoser, homme d'affaires autrichien
- Aloïs Van de Voorde, physicien belge
- Aloïs Vasatko, pilote tchécoslovaque
- Aloïs Schumpeter, économiste autrichien

### Personnalités le portant ensecond prénom
- Charles Alois Ramsay, auteur d'une méthode de sténographie
- Bernd Alois Zimmermann, compositeur allemand
- Arnold Alois Schwarzenegger, acteur américain, ex-gouverneur de la Californie
- Joseph Alois Ratzinger, 265e et ancien  souverain pontife de l'Église catholique romaine sous le nom de Benoît XVI
- Joseph Alois Schumpeter, économiste autrichien du XXe siècle

### Variante remplaçant leipar uny
- Aloys Pollender, médecin allemand
- Aloys Kontarsky, pianiste allemand

- Aloys Senefelder, acteur et auteur dramatique autrichien
- Aloys Vande Vyvere, homme politique belge
- Aloys Senefelder
- Aloys Pollender
- Aloys Fauquez, personnalité politique vaudoise
- Aloysius Bertrand, poète français
- Aloysius Ambrozic, Cardinal canadien

### Personnage de fiction
- Alois Trancy, est un personnage du manga Black Butler
- Aloïs, est un personnage de fiction du film Bienvenue en Suisse, avec Vincent Pérez tenant ce rôle
- Aloysius Pendergast, personnage de fiction des romans de Douglas Preston et Lincoln Child.
- Alois De Rugès, personnage de fiction du roman de la comtesse de Ségur Les Malheurs de Sophie

## Œuvres
- Aloïs Nebel, long métrage d'animation germano-tchèque